# Tutta Rolf
Tutta Rolf (7. oktober 1907 i Kristiania – 26. oktober 1994 i Los Angeles) var en svensk-norsk sanger, revyartist og skuespillerinde. Rolf spillede med i 14 svenske film mellem 1932 og 1939.

## Filmografi
- 1939 – Valfångare
- 1939 – Ombyte förnöjer
- 1938 – Dollar
- 1938 – Den stora kärleken
- 1937 – Sara lär sig folkvett
- 1936 – Äventyret
- 1935 – Swedenhielms
- 1935 – Under falsk flagg
- 1934 – En stilla flirt
- 1934 – Fasters millioner
- 1933 – Kära släkten
- 1932 – Lyckans gullgossar
- 1932 – Kärlek och kassabrist
- 1932 – Vi som går köksvägen